# 10대의 반항 (1959년 영화)
"10대의 반항"은 대한민국에서 제작된 김기영 감독의 1959년 영화이다. 황해남 등이 주연으로 출연하였고 이봉영 등이 제작에 참여하였다.

## 줄거리
어느 악질적인 깡패 두목밑에서 10대의 불량아들이 모여 집단적인 조직으로 소매치기와 절도를 일삼는다. 사회에서 완전히 소외당한 그들 세계에도 한가닥 따뜻한 인정(人情)의 꽃이 핀다. 이들 불량아 집단을 끈질기게 수사하던 민완 형사에 의하여 악질 두목은 체포되고, 10대의 불량아들은 악의 소굴에서 벗어나 광명을 찾게 된다.

## 개요
동란 후의 무질서 속에서 독버섯처럼 자라난 불량아들과 깡패 집단의 폭력문제를 다룬 작품으로, 김기영 감독 특유의 과학적인 사건 분석과 추리가 때론 섬뜩할 정도로 긴장감을 자아내게끔 한다. 황해남은 신인으로서 아직 연기가 몸에 배지 않은 흠은 있었지만, 참신한 이미지를 주었다. 안성기(安聖基)의 꼬마연기가 특히 볼 만했고, 역시 전시에 잃은 아들을 찾는 어느 여인과의 대화는 전쟁의 아픔을 전달해준다. 제2회 교육부(구 문교부) 제정 최우수 국산 영화상·남우 주연상(황해남)·제4회 샌프란시스코 영화제 소년 특별 연기상을 수상했다.

## 출연

### 주연
- 황해남
- 엄앵란
- 조미령
- 안성기

## 기타
- 조명: 고해진
- 녹음: 최칠복
- 미술: 박석인